# Rhathymoscelis peruibensis
Rhathymoscelis peruibensis là một loài bọ cánh cứng trong họ Cerambycidae.